# Paul Lindemark Jørgensen
Paul Lindemark Jørgensen (29 de julho de 1916 — 2 de dezembro de 1988) é um velejador dinamarquês, medalhista olímpico. Ele competiu nos Jogos Olímpicos de Verão de 1968 na classe Dragon e conquistou a medalha de prata, ao lado de Aage Birch e Niels Markussen.